# رويا حكاكيان
رويا حكاكيان (بالفارسية: رؤيا حكاكيان) (ولدت في إيران سنة 1966 م) هي شاعرة وصحفية وكاتبة أمريكية من أصل إيراني تعيش في الولايات المتحدة.

## وصلات خارجية
- الموقع الرسمي
- رويا حكاكيان  على فيسبوك.